# Gunderslev Sogn
Gunderslev Sogn 
ist eine Kirchspielsgemeinde (dän.: Sogn)
auf der Insel Sjælland im südlichen Dänemark.
Bis 1970 gehörte sie zur Harde Øster Flakkebjerg Herred im damaligen Sorø Amt, danach zur Fuglebjerg Kommune im Vestsjællands Amt, die im Zuge der  Kommunalreform zum 1. Januar 2007 in der Næstved Kommune in der Region Sjælland aufgegangen ist.
Im Kirchspiel leben 364 Einwohner (Stand: 1. Januar 2023).
Im Kirchspiel liegt die Kirche „Gunderslev Kirke“.
Nachbargemeinden sind im Norden Bavelse Sogn, im Osten Skelby Sogn, im Süden Herlufsholm Sogn, im Südwesten Rislev Sogn, Vallensved Sogn und Førslev Sogn und im Westen Fuglebjerg-Tystrup-Haldagerlille Sogn.